# Абдулкадир Хамиди Челеби
Абдулкади́р Хамиди́ Челеби́ (тур. Abdülkadir Hamidî Çelebi; ум. 1548, Бурса) — шейх-уль-ислам Османской империи в правление султана Сулеймана I.

## Биография
Абдулкадир Хамиди Челеби был сыном Мехмеда-эфенди, уроженца Ыспарты, но в некоторых источниках его лакаб звучит как Хамиди или Ыспарта Челеби. Получив образование у разных учителей, начинал свою деятельность как мулазим (правовед младшей степени) под началом Кара Сейиди-эфенди. Затем Хамиди Челеби работал под началом Зейрекзаде Рукнеддина-эфенди в должности мулазима в медресе Султана в Бурсе.
При поддержке Мустафы-аги, которому он давал частные уроки, работал мюдеррисом (преподавателем) в медресе Бурсы и Стамбула. В правление султана Сулеймана I в 1523 году Хамиди Челеби был назначен на должность кади Бурсы и Стамбула, а также стал казаскером Анатолии. Его пребывание в должности казаскера Анатолии продолжалось 14 лет, после чего Хамиди был уволен по причине научной некомпетентности с ежедневной выплатой 150 акче в день.
В ноябре 1542 года Хамиди Челеби был назначен на должность шейх-уль-ислама, сменив на этом посту Мухиддина Мехмеда-эфенди. В этой должности он прослужил в течение двух месяцев и в январе 1543 года подал в отставку по состоянию здоровья. Ему было назначено ежедневное жалование в размере 200 акче в день.
Абдулкадир Хамиди Челеби последующие годы прожил в Бурсе, где построил мечеть и медресе. Скончался в 1548 году, был похоронен во дворе, построенной по его приказу мечети в Бурсе.

## Литературная деятельность
В источниках того времени упоминается, что Хамиди Челеби был поэтом, писавшим стихи под псевдонимом Кадири .